# Нотен запис
Нотният запис (музикалната нотация) е система, използвана да визуализира фонетично представяната музика чрез използването на писмени знаци, включително древни или съвременни музикални символи. Видовете и методите варират в различните култури и епохи. Въпреки че много древни култури използват символи за представяне на мелодия, никоя от тях не се доближава до разбирането, което имаме в наши дни. Пълното разбиране на музикалната нотация в Европа започва през Средновековието, след което е адаптирана по целия свят.

## Музикални символи
Музикални символи са знаците и символите, използвани от около 13 век в музикалната нотация на музикалните партитури, стилове и инструменти, за да опишат тяхната тоналност, ритъм и темпо, и до известна степен тяхната артикулация.
Списък с елементите на нотния запис:
- Петолиние
  - Аколада (скоба, свързваща две петолиния, за да укаже едновременното им изпълнение)
- Ключ (отправна точка за нареждането на тоновете/нотите)
- Ноти, фиксиращи музикални тонове, подредени в Научна система за означение на музикални тонове и в темпериран строй и диатоничен лад
  - Лигатура (сливане на ноти)
  - Допълнителна линия, ползвана при отдалечаване на нотите от петолинието
- Такт, разделящ композицията на равни интервал наречени времена, посредством тактови черти.
  - Време
  - Размер (брой времена)
  - Тактова черта
- Паузи
- Алтерация и хроматизъм (#,♭ и ♮)
  - Невма (указание за повишаване/понижаване на тона, без абсолютно фиксиран размер)
  - Полутон (тон, отстоящ между два последователни тона на хроматична скала)
  - Четвърт тон (тон, отстоящ между два последователни полутона на хроматична скала)
  - Арматура и тоналност (глобална употреба на # и ♭), която бива минорна или мажорна
    - Модулация (преминаване между тоналности)
- Педали
- Артикулация (начин, по който се изпълняват тоновете)
  - Легато
  - Стакато (кратко, отсечено изпълнение на маркираните ноти)
  - Тенуто (задържане на тона до неговата пълна стойност без съкращение)
  - Портато (леко прекъсване на тоновете в даден нотен пасаж)
  - Маркато (указва засилено изпълнение за нота, акорд или пасаж)
  - Глисандо (плавен преход от един тон към друг)
  - Портаменто
- Басо континуо (означения до основните, басови тонове, позволяваща хармонична импровизация)
- Пръстовка
- Мелизъм/фиоритура (мелодични украшения на тона):
  - Ачакатура (украсяваща нота, отстояща на половин тон от главната)
  - Групето (бързо редуване на горен съседен, главен, долен съседен и отново главен тон)
  - Глисандо (забавен преход с приплъзване между два тона)
  - Каденца
  - Мордент (кратък тон, отстоящ на секунда от основния)
  - Нахшлаг (един или няколко кратки тона, които встъпват след украсявания, и звучат за част от стойността му)
  - Рулада
  - Тремоло (бързо повторение на един музикален тон при струнните инструменти)
  - Трилер (бързо редуване на две съседни степени от музикалната гама)
  - Форшлаг (кратък тон пред нота)
- Интонация
  - Темпо (относителната скорост на изпълнение, която варира според интерпретацията)
    - Агогика (промяната във водещото темпо)

  - Динамика (локална промяна на силата)
  - Метрум (периодичната пулсация, породена от редуването на силни и слаби моменти, наречени метрични времена)
  - Ритъм (огранизираното движение в музиката, породено от редуването на различни тонови трайности)

## Ноти и паузи
| Нота | Пауза | Име на нотата и на паузата | Стойност |
|      |       | Осморна цяла               | 8        |
|      |       | Четворна цяла              | 4        |
|      |       | Двойна цяла                | 2        |
|      |       | Цяла                       | 1        |
|      |       | Половина                   | 1/2      |
|      |       | Четвъртина                 | 1/4      |
|      |       | Осмина                     | 1/8      |
|      |       | Шестнадесетина             | 1/16     |
|      |       | Тридесет и вторина         | 1/32     |
|      |       | Шестдесет и четвъртина     | 1/64     |
|      |       | Сто двадесет и осмина      | 1/128    |
|      |       | Двеста петдесет и шестина  | 1/256    |

## Видове черти
| Черта | Име                               | Описание |
|       | Без черта                         | Петолиние в чистия си вид. |
|       | Допълнителна (спомагателна) черта | Допълнителните черти са успоредни на петолинието и се изписват над или под него, като броят им не може да надвишав пет. Служат за изписване на по-високи или по-ниски тонове. |
|       | Стандартна тактова черта          | Най-простата тактова черта, разделяща два такта. |
|       | Двойна тактова черта              | Използва се с цел отделяне на различни части от композицията. Използва се още при промяна на тоналността и размера, както и при същински промени в стила или темпото.         |
|       | Пунктирана                        | Използва се при дълги тактове в сложни размери с цел улеснение при прочитането на музикалния текст.                                                                           |
|       | Заключителна                      | Обозначава края на композицията. |
|       | Повторителна                      | Служи за повторение на един или няколко такта. На илюстрацията има две повторителни черти – начална и крайна.                                                                 |

## Почивки
| Почивка | Описание |
|         | Символ, указващ на изпълнителя да си поеме въздух (или да направи пауза, когато се отнася се за недухови инструменти). Тази пауза не влияе цялостно на темпото. За инструменти с лък указва лъкът да се повдигне и следващите ноти да се изпълнят с движение надолу (или нагоре, ако така сочи паузата). |
|         | Указва кратка пауза, през която времето не се отчита. В оркестрово изпълнение времето се подновява, когато диригентът укаже. |

## Запис за незрящи
New York Point е брайлова система, подобна на тактилната писменост за слепите. Измислена е от Уилям Бел Уейт (William Bell Wait) (1839 – 1916), учител в Нюйоркския институт за образование на слепи.
| Брайлов символ   |   |   |   |   |   |   |   |
| Нотно означение  | C | D | E | F | G | A | B |
| Времева стойност |   |   |   |   |   |   |   |

## Музикална динамика
Музикалната динамика определя силата на звука, която варира по време на изпълнение на произведението.
|  | Пианисимо Много тихо                                                                                             |
|  | Пиано Тихо |
|  | Мецо-пиано Меко, но малко по-силно от пиано                                                                      |
|  | Мецо-форте Половината от силата на форте                                                                         |
|  | Форте Силно |
|  | Фортисимо Много силно                                                                                            |
|  | Сфорцандо Указва внезапно повишаване на силата.                                                                  |
|  | Крешендо Постепенното засилване на силата. Дължината на знака указва диапазона, в който трябва да се изпълни.    |
|  | Декрешендо Постепенното намаляване на силата. Дължината на знака указва диапазона, в който трябва да се изпълни. |